# B.41

B.41변이는 2020년 2월 6일 발생한 한국최초의 변이이다.

## 발생 이유
변이가 발생했을때는 한국이 전세계 확진자 5위안에 들어, 확산이 시작되었기에 변이가 발생한 것으로 추정된다.

## 확산
발생 이후, 미국, 영국으로 퍼져나갔다. 각각 2명씩 확진되었고 한국에선 131명이 확진되었다.
2020년 4월 1일로 마지막 확진자가 발생한 뒤 현재까지 단 한건도 보고되지 않았다.